# Pedro Carrasco
Pedro Juan Carrasco García (ur. 11 lipca 1943 w Alosno w prowincji Huelva, zm. 27 stycznia 2001 w Madrycie) – hiszpański bokser, zawodowy mistrz świata kategorii lekkiej.
Rozpoczął karierę boksera zawodowego w 1962. Z pierwszych 13 walk wygrał 12, a 1 zremisował. Pierwszej porażki doznał w 1964 z Aldo Pravisanim. Następnie wygrał kolejne 83 pojedynki, zanim zremisował w 1969 z Joe Tettehem.
30 czerwca 1967 w Madrycie zdobył tytuł mistrza Europy EBU w wadze lekkiej po wygranej przez techniczny nokaut z dotychczasowym czempionem Borge Kroghem. Skutecznie bronił tego tytułu pięć razy, wygrywając m.in. z Ollim Mäkim i Miguelem Velázquezem, zanim zrezygnował z niego w 1969. Został mistrzem Europy (EBU) w wadze junior półśredniej po wygranej na punkty 21 maja 1971 w Madrycie z René Roque. Nie bronił tego pasa.
Carrasco zmierzył się 5 listopada 1971 w Madrycie w walce o wakujący tytuł mistrza świata wagi lekkiej federacji WBC (po pozbawieniu tego pasa Kena Buchanana za odmowę walki właśnie z Carrasco) z Mando Ramosem. Zwyciężył w 12 rundzie po dyskwalifikacji rywala za nieczysty cios w głowę. Został tym samym pierwszym zawodowym mistrzem świata pochodzącym z Hiszpanii. W walce rewanżowej 18 lutego 1972 w Los Angeles lepszy okazał się Ramos i odebrał Carrasco tytuł. Ramos wygrał również w ich trzeciej walce (także o tytuł), która miała miejsce 28 czerwca tego roku w Madrycie. Potem Carrasco stoczył jeszcze dwie zwycięskie walki w 1972 i zakończył karierę.
Carrasco zyskał ogromną popularność w Hiszpanii. Wystąpił w głównej roli boksera w filmie El marino de los puños de oro (Marynarz o złotych pięściach) w 1968. W 1976 poślubił śpiewaczkę i aktorkę Rocío Jurado. Ich córka Rocío Carrasco jest prezenterką telewizyjną. Para rozwiodła się w 1989.
Pedro Carrasco zmarł w styczniu 2001 w wieku 57 lat.